# عقوبة الإعدام في المملكة المتحدة

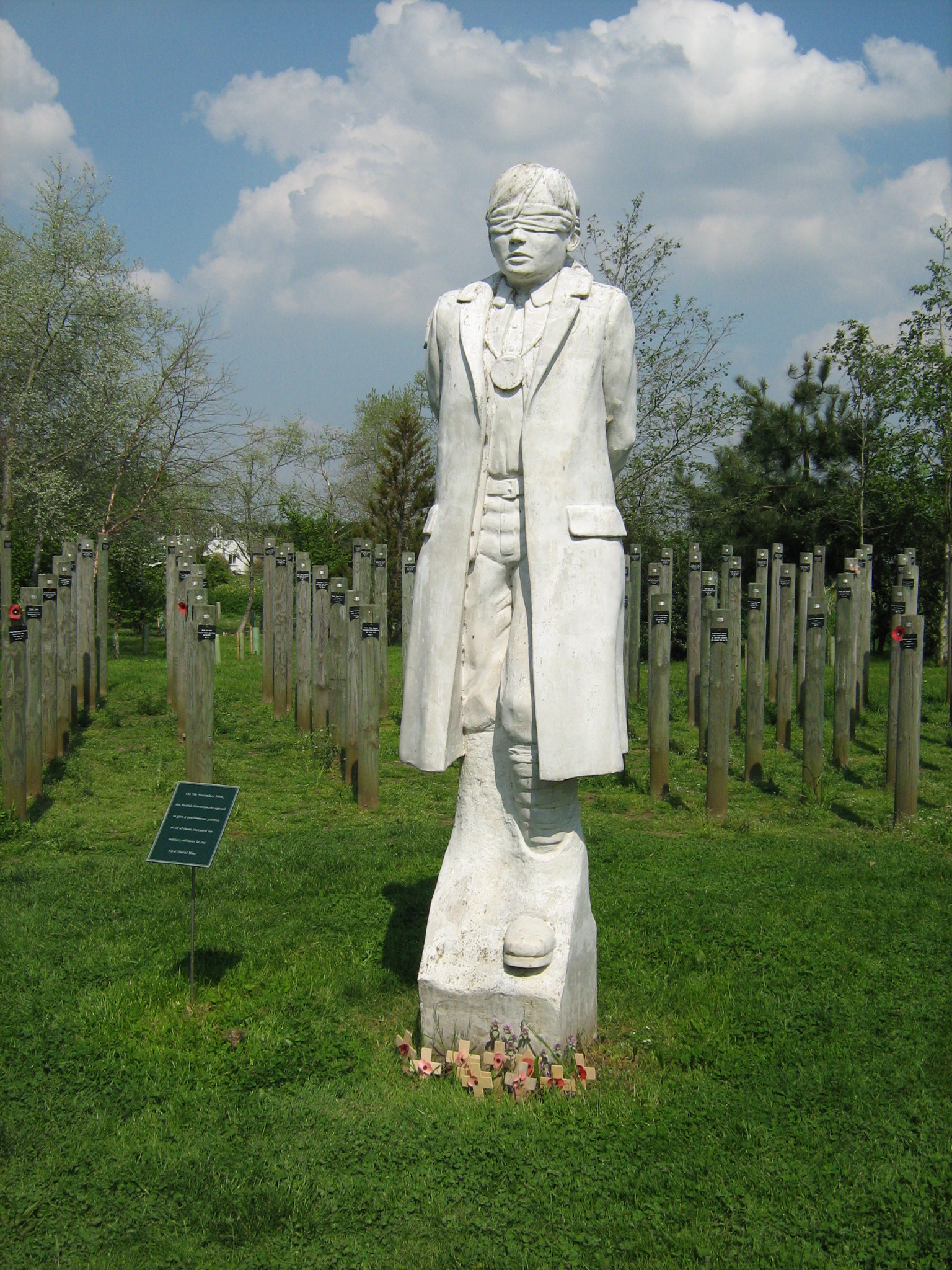

تم استخدام عقوبة الإعدام في المملكة المتحدة منذ ما قبل قيام الدولة عام 1801 وتم إلغاء العقوبة في القرن العشرين. كانت آخر عمليات الإعدام في المملكة المتحدة شنقا في عام 1964، قبل أن تلغى عقوبة الإعدام بتهمة القتل (في عام 1965 في بريطانيا العظمى وفي عام 1973 في أيرلندا الشمالية). على الرغم أن عقوبة الإعدام غير مستخدمة في المملكة المتحدة ظلت عقوبة محددة قانونيا لبعض الجرائم مثل الخيانة حتى ألغيت تماما في عام 1998. في عام 2004 أصبح البروتوكول الثالث عشر التابع لالاتفاقية الأوروبية لحقوق الإنسان ملزم على المملكة المتحدة، ويحظر على المملكة المتحدة إعادة عقوبة الإعدام طالما أنها طرف في الاتفاقية.

## خلفية
صرح السير صموئيل روميلي، في حديثه حول عقوبة الإعدام أمام مجلس العموم في عام 1810، بأنه «لا توجد أية دولة على وجه الأرض ينص قانونها على فرض عقوبة الإعدام على عدد كبير من الجرائم المختلفة كما هو الحال في إنجلترا». كان القانون الجنائي في المملكة المتحدة (والذي كان يعرف باسم «القانون الدموي») يفرض عقوبة الإعدام على ما يقارب الـ 220 جريمة مختلفة، منها «التواجد برفقة الغجر لمدة شهر واحد»، «وجود دليل قوي على خبث طفل يتراوح عمره بين 7 و14 عاماً»، و«صبغ الوجه باللون الأسود أو التنكر أثناء ارتكاب الجريمة». أدخلت العديد من الجنح المماثلة في قانون العقوبات من قبل حزب الأحرار البريطاني بهدف حماية ممتلكات الطبقة الثرية التي ظهرت خلال النصف الأول من القرن الثامن عشر، ومن أبرز الأمثلة على ذلك هو القانون الأسود لعام 1723 الذي جعل من عقوبة الإعدام العقوبة المستحقة لـ 50 جريمة تتنوع من السرقة بمختلف أنواعها إلى الصيد الجائر. كانت سرقة الأغنام والأحصنة والماشية والسرقة من المتاجر -قبل إلغاء عقوبة الإعدام بتهمة السرقة في عام 1832- من بين الجرائم التي يُعاقب عليها بالإعدام في المملكة المتحدة، »كان القانون الإنكليزي مشهورًا بفرض العقوبة الإعدام على مقترفي مجموعة واسعة من المخالفات البسيطة كسرقة البضائع التي لا يتجاوز ثمنها اثني عشر بنسًا«.
لم تنفذ في غالب الأوقات أحكام الإعدام الصادرة بحق الجناة من القصر، بالرغم من أن فرض عقوبة الإعدام على المتهمين القتل والسطو والسرقة، في ذلك الوقت، كان أمرًا شائعًا جدًا. كان من الممكن تخفيف عقوبة الإعدام أو إرجاءها (تأجيلها بصورة دائمة) لعدة أسباب، منها: شفاعة رجال الدين، أو صدور عفو رسمي، أو حَبَل الجانية، أو أداء الخدمة العسكرية أو البحرية. صدر بين عامي 1770 و1830 ما يقارب 35 ألف حكم بالإعدام في إنكلترا وويلز، بينما لم يتجاوز عدد الأحكام المنفذة منها السبعة آلاف.

## الإصلاح
ألغت روميلي في عام 1808 فرض عقوبة الإعدام على مرتكبي جنحة النشل والجنح الأخرى الأخف منها، وبدأت عملية إصلاح استمرت لخمسين عام. كانت عقوبة الإعدام إلزامية (على الرغم من تخفيف الحكومة لها في الكثير من الأحيان) إلى أن أعطى قانون حكم الإعدام لعام 1823 القضاة السلطة في تخفيف عقوبة الإعدام في كل الجنايات ما عدا جنايتي القتل والخيانة. خفف قانون حكم الإعدام وغيره من الجرائم الصادر في عام 1832 عدد الجرائم التي تستوجب فرض عقوبة الإعدام بمقدار الثلثين فأُلغي فيه تطبيق عقوبة الإعدام على جرائم السرقة وانتحال الشخصية والتزوير (باستثناء تزوير الوصايا وبعض التفويضات الرسمية). أُلغي الإعدام أمام الملأ في عام 1832، وأُلغي الإعدام ربطًا بالسلاسل في عام 1834. تم في عام 1837 إلغاء عقوبة الإعدام على تزوير الوصايا والتوكيلات الرسمية، وأُلغي في عام 1841 فرض عقوبة الإعدام على مرتكبي جريمة الاغتصاب. خففت العديد من القوانين التي أصدرها البرلمان بحلول عام 1861 (الفصول من 94 وحتى 100 من قانون الجرائم المرتكبة ضد الأشخاص) عدد الجرائم المدنية التي تستوجب فرض عقوبة الإعدام إلى خمسة، وهي: القتل والخيانة والتجسس وحرق الممتلكات في المرافئ الملكية عمدًا والقرصنة المصحوبة بالعنف، بالإضافة إلى بعض الجرائم الأخرى المندرجة تحت القانون العسكري. ظلت عقوبة الإعدام إلزامية لجرائم الخيانة والقتل ما لم يتم تخفيفها من قبل الملك شخصيًا.
خلصت اللجنة الملكية لعقوبة الإعدام (العاملة بين عامي 1864 و1866، مع المفوضين المعارضين) إلى عدم وجود أية قضية تستدعي الإلغاء، ولكنها أوصت بوضع حد لعمليات الإعدام العلنية. أُدرج هذا الاقتراح في تعديل قانون عقوبة الإعدام لعام 1868، وأصبحت عمليات الإعدام في بريطانيا العظمى منذ ذلك التاريخ تُنفذ فقط في السجون. ألغيت عقوبة الإعدام بقطع الرأس والتقطيع إلى أربعة أقسام للمتهمين بالخيانة العظمى في عام 1870، نُفذت آخر عملية إعدام بهذه الطريقة في عام 1820، وأُصدر آخر حكم بالإعدام بها في عام 1839.
منع قانون الأطفال الصادر في عام 1908 فرض عقوبة الإعدام على الأحداث الذين لا تتجاوز أعمارهم الستة عشر عامًا. حلت جنحة جديدة من جرائم قتل الأطفال في عام 1922 محل تهمة قتل الأمهات لأطفالهن الذين لا تتجاوز أعمارهم السنة الواحدة. أوصت لجنة برلمانية مختارة في عام 1930 بتعليق عقوبة الإعدام لفترة تجريبية مدتها خمس سنوات، دون أن يُقابل هذا الاقتراح بآذان صاغية. لم يعد من المسموح منذ عام 1931 شنق النساء الحوامل (بعد ولادة أطفالهن)، على الرغم من أن تخفيف عقوبة الإعدام للمرأة الحامل في المملكة المتحدة كان أمرًا حتميًا منذ القرن الثامن عشر.
رُفع في عام 1933 –وبموجب قانون الأطفال والشباب لعام 1933–الحد الأدنى لسن عقوبة الإعدام إلى 18 عامًا. كان إعدام تشارلز دوبيل ذو السبعة عشر عامًا شنقًا حتى الموت في مدينة ميدستون مع شريكه ويليام جاور الذي يبلغ 18 عامًا في شهر يناير/ كانون الثاني من عام 1889 هو آخر تنفيذ معروفٍ لحكم إعدام بحق شخصٍ لم يتجاوز الثمانية عشر عامًا من قبل المحاكم المدنية، بينما كان هارولد ويلكينز، البالغ من العمر ستة عشر عامًا، آخر يافع يحكم عليه بالإعدام في المملكة المتحدة في عام 1932 لارتكابه جريمة قتل مرتبطة بالجنس، إلا أنه قد تم إرجاء العقوبة بسبب صغر سن الجاني.